# Designierte Konservierungstechniken

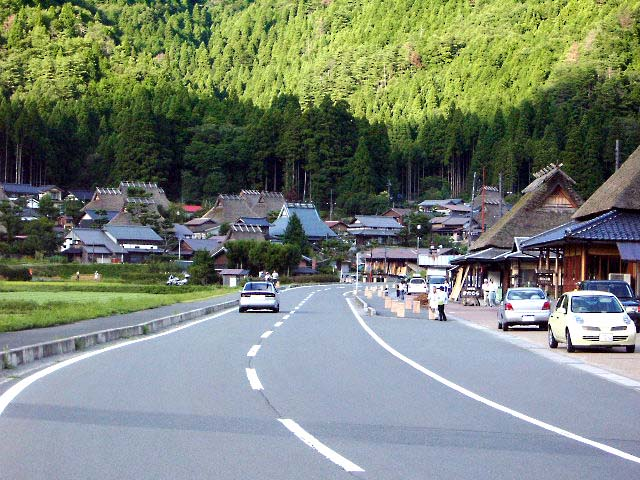
Mit Reet (kayabuki) gedeckte Häuserdächer in der Präfektur Kyōto

Designierte Konservierungstechniken (jap. 選定保存技術, Sentei Hozon Gijutsu) bezeichnet alle zum Erhalt von japanischen Kulturgütern notwendigen traditionellen Techniken und Fertigkeiten und die dazu notwendigen Maßnahmen. Zu diesem Zwecke werden vom Minister für Bildung, Kultur, Sport, Wissenschaft und Technologie Einzelpersonen oder Organisationen ernannt, die über solche traditionellen (kunst)handwerklichen Techniken oder Fertigkeiten verfügen. Das dazu nötige Ernennungsverfahren basiert auf den gesetzlichen Regelungen des 1975 revidierten Kulturgutschutzgesetzes. Zudem werden alle Einzelpersonen und Organisationen unterstützt, die zum Schutz dieser Konservierungstechniken zur Verbesserung dieser Techniken, zur Ausbildung durch Überlieferung und Weitergabe oder zur Dokumentation der Techniken beitragen. Die Vorauswahl der Techniken und die Beratung des Ministers obliegen dem Leiter des Amts für kulturelle Angelegenheiten mit einem fünfköpfigen Team. Gegenwärtig (Stand: Januar 2015) sind 73 Konservierungstechniken von 51 Einzelpersonen und 27 Organisationen als Träger (5 davon geteilt) anerkannt.

## Liste designierter Konservierungstechniken

### Für materielle Kulturgüter
Die nachstehende Liste umfasst 43 Techniken. Wenn mehrere Träger angegeben sind, so sind vom Datum der Ernennung der Technik abweichende Daten für die Ernennung des Trägers einer Technik in hochgestellten Anmerkungen (Anm.) angegeben.
| Technik | Anmerkungen | Träger / Inhaber der Technik | Ernennungsdatum | Bild |
| --- | --- | --- | --------------- | ---- |
| Herstellung von Dachschindeln (屋根瓦製作 (鬼師), yane kawara seisaku (onishi))                                                                  | Onigawara | Akio Kobayashi (* 1921) | 1988            |      |
| Kiku-jutsu Technik: Zeichnen von Bauplänen für moderne Holzgebäude (規矩術 (近世規矩), kiku-jutsu (kinsei-kiku))                                 | | Takeo Mochida (* 1931) | 1993            |      |
| Kiku-jutsu Technik: Zeichnen von Bauplänen für alte Holzgebäude (規矩術 (古式規矩), kiku-jutsu (koshiki-kiku))                                   | verwendet seit dem 12. Jahrhundert                                                                                      | Takeo Mochida (* 1931) | 1991            |      |
| Schmieden von Metallbeschlägen (金具鍛冶, kanagu kaji)                                                                                           | | Mayoshio Yokoya (* 1931) | 2002            |      |
| Herstellung von Papiertapete mit Goldprägung (金唐紙製作, kinkarakami seisaku)                                                                   | verwendet in Häusern, die im westlichen Stil von der Meiji- bis zur Shōwa-Zeit gebaut wurden                            | Takashi Ueda (* 1934) | 2005            |      |
| Herstellung von Tategu (bewegliche Holzbauelementen wie Fenster und Türen) (建具製作, tategu seisaku)                                            | für Shōji, Fusuma, Amado                                                                                                | Tadashi Suzuki (* 1936) | 1999            |      |
| Herstellung von Architekturmodellen (建造物模型製作, kenzōbutsu mokei seisaku)                                                                   | | Yushuhiro Wada (* 1932) | 1999            |      |
| Restaurierung von Rüstungen (甲冑修理, katchū shūri)                                                                                             | | Masami Ozawa (* 1953) | 1998            |      |
| Wandputz (nach der traditionellen Art Kyōtos) (左官 (古式京壁), sakan (koshiki kyō-kabe))                                                        | | Haruo Satō (* 1924) | 2001            |      |
| Wandputz aus Mörtel (左官 (漆喰塗), sakan (shikkuinuri))                                                                                         | der Verputz wird aus Klebstoff, Sole, Lehm und Faser zusammengestellt                                                   | Isokichi Okui (* 1919) | 1998            |      |
| Restaurierung von Lackwaren (漆工品修理, shikkōhin shūri)                                                                                        | | Ken'ichi Kitamura (* 1938) | 1994            |      |
| Herstellung und Restaurierung dekorativer und altertümlicher Metallbeschläge (上代飾金具製作修理, jōdai kazari kanagu seisaku shūri)             | für Mikoshi, kleine buddhistische Altare (厨子, zushi) etc.                                                             | Sōtaro Kanae (* 1908) | 1977            |      |
| Tatami Herstellung (畳製作, tatami seisaku) | | Yūzō Nakamura | 1929            |      |
| Dachdeckung mit Schieferstein (石盤葺, sekibanbuki)                                                                                              | | Shunpei Sasaki | 2005            |      |
| Herstellung von Bambusnägeln (竹釘製作, takekugi seisaku)                                                                                        | | Yoshiharu Ishizuka (* 1922) | 1998            |      |
| Herstellung von Gusswaren (鋳物製作, imono seisaku)                                                                                              | | Shūichi Otani (* 1933) | 1999            |      |
| Herstellung von Karakami-Papier (唐紙製作, karakami seisaku)                                                                                     | dekoriertes Papier nach chinesischer Art bspw. für Fusuma                                                               | Kenkichi Senda (* 1942) | 1999            |      |
| Herstellung von Behältnissen aus Paulowinenholz für kunsthandwerkliche Objekte (美術工芸品保存桐箱製作, bijutsu kōgeihin hozon kiribako seisaku) | | Yūichi Maeda (* 1927) | 1980            |      |
| Herstellung von alten Stoffbezügen mit Goldbrokat zum Bespannen (表具用古代裂 (金襴等) 製作, hyōgu-yō kodai-gire (kinran tō) seisaku)            | für Kakemono, Teedosen etc.                                                                                             | Toshio Hirose | 2007            |      |
| Bürsten (表具用刷毛製作, hyōguyō hage seisaku)                                                                                                   | verwendet zum Auftragen von Wasser oder Klebstoff auf Stoffe für die Reinigung oder Restaurierung                       | Kazuki Nishimura | 1958            |      |
| Herstellung von handgeschöpftem Japanpapier (Udagami) für Schiebetüren (表具用手漉和紙 (宇陀紙) 製作, hyōguyō tesuki washi (udagami) seisaku)    | | Hiroyuki Hukunishi (* 1930) | 1978            |      |
| Herstellung von handgeschöpftem Japanpapier (Misugami) (表具用手漉和紙 (美栖紙) 製作, hyōguyō tesuki washi (misugami) seisaku)                   | | | 2009            |      |
| Herstellung von handgeschöpftem Japanpapier (Hoshū) (表具用手漉和紙 (補修紙) 製作, hyōguyō tesuki washi (hoshūshi) seisaku)                      | | Eikan Ebuchi | 2007            |      |
| Herstellung von Schlagpinseln (表具用打刷毛製作, hyōguyō uchibake seisaku)                                                                       | zum Aufziehen von Stoffen bspw. in der Buchbinderei                                                                     | Genjirō Hujii (* 1920) | 1998            |      |
| Herstellung von Metallbeschlägen für Fenster und Türen (表装建具製作, hyōsō tategu seisaku)                                                      | | Mitsuo Takada und Mitsuo Yamaguchi | 1995            |      |
| Färben mit natürlichem Indigo (本藍染, hon aizome)                                                                                               | | Yoshio Mori (* 1941) | 1996            |      |
| Restaurierung von Holzarbeiten (木工品修理, mokkohin shūri)                                                                                      | | Hiroshi Sakurai (* 1950) | 1997            |      |
| Gewinnung der Rinde der Hinoki-Scheinzypresse (檜皮採取, hiwada saishiki)                                                                        | | Yutaka Ono (* 1934) | 1999            |      |
| Herstellung von Metallschmuck (錺金具製作, kazari kanagu seisaku)                                                                                | verwendet für Gebäude                                                                                                   | Yasunosuke Morimoto (* 1928) | 1998            |      |
| Dachdeckung mit Hongawarabuki Schindeln (屋根瓦葺 (本瓦葺), yanegawarabuki (hongawarabuki))                                                      | Kombination aus konkaven Dachziegeln (平瓦, hiragawara) mit zylindrischen Ziegeln (丸瓦, marugawara) an den Stoßkanten. | Kiyokazu Yamamoto (* 1932) und Mitsuo Teramoto (* 1946) | 1994            |      |
| Dachdeckung mit Reet (茅葺, kayabuki) | | Ryōzō Sumida (* 1926) und Nationale Organisation für den Erhalt von Dachdeckertechniken für Tempel und Schreine (全国社寺等屋根工事技術保存会)                                                                       | 1980            |      |
| Zimmermannsarbeiten für Holzbauten (建造物木工, kenzōbutsu mokkō)                                                                                | | Shōji Matsuura (* 1929), Gesellschaft zum Erhalt traditioneller japanischer Bautechniken (日本伝統建築技術保存会) und Gesellschaft für Konservierungstechniken für das Kulturgut Bauwerke (文化財建造物保存技術協会) | 1976            |      |
| Dachdeckung mit Schindeln aus der Rinde der Hinoki-Scheinzypresse (檜皮葺・柿葺, hiwada-buki/kokera-buki)                                        | | Yasuo Ōnishi (* 1925) und Nationale Organisation für den Erhalt von Dachdeckertechniken für Tempel und Schreine | 1976            |      |
| Farbanstrich von Gebäuden (建造物彩色, kenzōbutsu saishiki)                                                                                      | | Gesellschaft zum Erhalt der Kulturgüter (Tempel und Schreine) in Nikkō (日光社寺文化財保存会) | 1979            |      |
| Gebäuderestaurierung (建造物修理, kenzōbutsu shūri)                                                                                              | | Gesellschaft für Konservierungstechniken für das Kulturgut Bauwerke | 1976            |      |
| Gebäudedekoration (建造物装飾, kenzōbutsu sōshoku)                                                                                               | | Gesellschaft für die Kunst von Tempel- und Schreinbauten (社寺建造物美術協議会) | 2007            |      |
| Wandputz (左官 (日本壁), sakan (nihon kabe)) | Nihon kabe, japanische Wand, bezeichnet einen Wandputz aus Sand, Lehm, Kieselgur und Stroh                              | Nationale Gesellschaft zum Erhalt von Techniken für die Wände von Kulturgütern (全国文化財壁技術保存会) | 2002            |      |
| Herstellung und Restaurierung von Festbühnen (祭屋台等製作修理, matsuri yataitō seisaku shūri)                                                   | | Gesellschaft von Handwerkern für die Herstellung und Restaurierung von Festbühnen (祭屋台等製作修理技術者会) | 2002            |      |
| Restaurierungstechniken für traditionelle Rahmen (装こう修理技術, sōkō shūri gijutsu)                                                            | | Verband von Rahmenherstellern für die Restaurierung von Nationalschätzen (国宝修理装こう師連盟) | 1995            |      |
| Ukiyo-e Holzdrucktechniken (浮世絵木版画技術, ukiyo-e mokuhanga gijutsu)                                                                         | | Gesellschaft zum Erhalt von Holzschnitttechniken für Ukiyo-e (浮世絵木版画彫摺技術保存協会) | 1978            |      |
| Konservierungstechniken für das Kulturgut Steinwall (文化財石垣保存技術, bunkazai ishigaki hozon gijutsu)                                        | | Gesellschaft für Konservierungstechniken für das Kulturgut Steinwall (文化財石垣保存技術協議会) | 2009            |      |
| Konservierungstechniken für das Kulturgut Landschaftsgarten (文化財庭園保存技術, bunkazai teien hozon gijutsu)                                   | | die gleichnamige Gesellschaft | 2002            |      |
| Restaurierung von Holzschnitzereien (木造彫刻修理, mokuzō chōkoku-shūri)                                                                         | | Bijutsu-in (美術院, Kunstakademie) | 1976            |      |

### Für immaterielle Kulturgüter
Die Liste umfasst 30 Techniken. Wenn mehrere Träger angegeben sind, so sind vom Datum der Ernennung der Technik abweichende Daten für die Ernennung des Trägers einer Technik in hochgestellten Anmerkungen (Anm.) angegeben.
| Technik | Anmerkungen                                                              | Träger / Inhaber der Technik | Jahr | Bild |
| --- | ------------------------------------------------------------------------ | --- | ---- | ---- |
| Herstellung von Ubai Beize (烏梅製造, ubai seizō) | Grundstoff zum Färben von Stoffen in Karminrot                           | Yoshohisa Nakanishi | 2011 |      |
| Frisuren für das Kabuki Theater (歌舞伎床山, kabuki tokoyama)                                                                                             |                                                                          | Toshikazu Kamoji (* 1938) | 2003 |      |
| Herstellung und Restaurierung von Blasmusikinstrumenten für das Gagaku (雅楽管楽器製作修理, gagaku kangakki seisaku shūri)                                |                                                                          | Takumi Yawata (wirklicher Name: Takemasa Yakata) und Zen'ichi Yamada (* 1934)                                                                                     | 1976 |      |
| Herstellung von Stahl für Schwerter (玉鋼製造 (たたら吹き), tamahagane seizō (tatara-buki))                                                               | Tamahagane                                                               | Akira Kihara (* 1935) und Katsuhiko Watanabe (* 1939) | 1977 |      |
| Frisuren für die traditionellen Schaukünste Okinawas (結髪 (沖縄伝統芸能), keppatsu (Okinawa dentō geinō))                                                |                                                                          | Norio Konami (wirklicher Name: Sukenori Kohagura) | 2008 |      |
| Herstellung von Holzkohle (研炭製造, togizumi seizō) | verwendet für das Polieren von kunsthandwerklichen Lack- und Metallwaren | Asatarō Higashi (* 1921) | 1994 |      |
| Herstellung von Pinseln für das Einbetten von Blattmetallen (Gold und Silber) bei der Lackmalerei (Maki-e) (蒔絵筆製作, makie fude seisaku)               |                                                                          | Shigeyuki Murata (* 1915) | 1987 |      |
| Herstellung von Pinseln für die Lackmalerei (漆刷毛製作, urushi bake seisaku)                                                                             |                                                                          | Seiji Izumi (* 1950) | 1998 |      |
| Herstellung von Geräten für die Lackgewinnung (漆掻き用具製作, urushi kakiyōgu seisaku)                                                                   | Werkzeuge zum Anritzen der Rinde des Lackbaums                           | Fumitoshi Nakahata (* 1943) | 1995 |      |
| Herstellung von Yoshino-Filterpapier für Lack (漆濾紙 (吉野紙) 製作, urushi koshigami (Yoshino gami) seisaku)                                             |                                                                          | Takao Konbu (* 1951) | 1999 |      |
| Herstellung von Webstühlen (手機製作, tebata seisaku) |                                                                          | Taneichi Nishimura (* 1937) und Yoshimasa Ōshiro | 2003 |      |
| Herstellung von Arasō als Rohstoff für Textilien (粗苧製造, arasō seizō)                                                                                  |                                                                          | Masakado Yahata (* 1938) | 2003 |      |
| Herstellung und Restaurierung von kleinen Handtrommeln (Kotsuzumi) für das Nō-Theater (能楽小鼓 (胴・革) 製作修理, nōgaku kotsuzumi dōkawa seisaku shūri) | insbesondere der Schallkörper und des Bezugs der Trommel                 | Satoyuki Suzuki (* 1936) | 1995 |      |
| Herstellung von großen Handtrommeln (Ōtsuzumi) für das Nō-Theater (能楽大鼓 (革) 製作, nōgaku ōtsuzumi kawa seisaku)                                      | insbesondere des Bezugs der Trommel                                      | Yukihiko Kimura (* 1929) | 1976 |      |
| Herstellung und Restaurierung von Biwa Lauten (琵琶製作修理, biwa seisaku shūri)                                                                          |                                                                          | Fushiki Ishida IV. (wirklicher Name: Katsuo Ishida) | 2006 |      |
| Herstellung von Perücken für Bunraku Puppen (文楽人形鬘・床山, bunraku ningyō katsura - tokoyama)                                                         |                                                                          | Shōji Nagoshi (* 1930) | 2002 |      |
| Herstellung von Weberschiffchen (杼製作, hi seisaku) |                                                                          | Jun'ichi Hasegawa (* 1933) | 1999 |      |
| Herstellung von Ryūkyū Indigo (琉球藍製造, Ryūkyū ai seizō)                                                                                               |                                                                          | Seishō Inoha (* 1927) und Gesellschaft zum Erhalt von Herstellungstechniken für Ryūkyū Indigo (琉球藍製造技術保存会)                                              | 1977 |      |
| Herstellung von Chinagras (からむし (苧麻) 生産・苧引き, karamushi (choma) seisan - obiki)                                                                |                                                                          | Gesellschaft zum Erhalt von Produktionstechniken für Chinagras des Shōwa-mura                                                                                     | 1991 |      |
| Herstellung von Awa Indigo (阿波藍製造, Awa ai seizō) |                                                                          | gleichnamige Organisation zum Erhalt der Technik | 1978 |      |
| Herstellung und Restaurierung von Kostümen für das Kabuki-Theater (歌舞伎衣裳製作修理, kabuki ishō seisaku shūri)                                         |                                                                          | gleichnamige Organisation zum Erhalt der Technik | 2002 |      |
| Herstellung von Bühnenausstattung für Kabuki Bühnen (歌舞伎小道具製作, kabuki kodōgu seisaku)                                                             |                                                                          | gleichnamige Organisation zum Erhalt der Technik | 1996 |      |
| Herstellung von Kulissen für Kabuki Bühnen (歌舞伎大道具 (背景画) 製作, kabuki ōdōgu (haikeiga) seisaku)                                                  |                                                                          | gleichnamige Organisation zum Erhalt der Technik | 2002 |      |
| Herstellung von Stahl für japanische Schwerter (歌舞伎大道具 (背景画) 製作, tamahagane seizō)                                                             | Tamahagane                                                               | gleichnamige Organisation zum Erhalt der Technik | 1977 |      |
| Herstellung von Werkzeugen für hansgeschöpftes Japanpapier (手漉和紙用具製作, tesuki washi yōgu seisaku)                                                  |                                                                          | gleichnamige Organisation zum Erhalt der Technik | 1976 |      |
| Herstellung von Naturfarbstoffen (Safflor und Steinsamen) (植物染料 (紅・紫根) 生産・製造, shokubutsu senryō (behi - shikon) seisan - seizō)              |                                                                          | Gesellschaft für den Erhalt volkstümlicher japanischer Handwerkskünste (日本民族工芸技術保存協会)                                                                 | 1979 |      |
| Herstellung und Restaurierung von Kostümen und Geräten für den Gruppentanz (Kumi Odori) (組踊道具・衣裳製作修理, kumiodori dōgu - ishō seisaku shūri)     |                                                                          | gleichnamige Organisation zum Erhalt der Technik | 2009 |      |
| Spinnen von Garn aus Chinagras (苧麻糸手績み, choma ito teumi)                                                                                            |                                                                          | Miyako Gesellschaft für den Erhalt handgesponnenen Chinagrases | 2003 |      |
| Herstellung und Verfeinerung von Japanlack (日本産漆生産・精製, Nihon san urushi seisan - seisei)                                                         |                                                                          | Gesellschaft für das japanische Kulturgut Lack (日本文化財漆協会) und Japanese Gesellschaft zum Erhalt von Techniken zur Lackgewinnung (日本うるし掻き技術保存会) | 1976 |      |
| Herstellung von Saiten für japanische Musikinstrumente (邦楽器原糸製造, hotsugakki genshi seizō)                                                          |                                                                          | Gesellschaft zum Erhalt der Herstellung von Saiten für japanische Musikinstrumente Kinomoto (木之本町邦楽器原糸製造保存会)                                        | 1991 |      |